# Мартиросян, Максим Саакович
Макси́м Саа́кович Мартирося́н (9 сентября 1931, Ереван — 3 декабря 2019, там же) — советский и армянский артист балета, педагог и балетмейстер, артист Театра оперы и балета им. Спендиарова (с 1952), балетмейстер труппы в 1967—1971 и 1987—1989 годах; художественный руководитель Ереванского (1959—1971) и Московского (1971—1987) хореографических училищ. Народный артист РСФСР (1973).

## Биография
Родился в Ереване в 1931 году. В 1941—1950 годах учился в Ереванском хореографическом училище, затем в 1950—1952 годах — в Московском хореографическом училище по классу педагога Aлександра Руденко. После окончания обучения с 1952 года — артист ереванского Театра оперы и балета имени А. А. Спендиарова. Одновременно с артистической карьерой с 1952 года преподавал в Ереванском хореографическом училище. В 1959—1971 годах был его художественным руководителем. Параллельно в 1967—1971 годах был балетмейстером Театра оперы и балета имени А. А. Спендиарова.
В 1971 году был назначен художественным руководителем Московского академического хореографического училища. Работал в Москве до 1987 года, после чего вернулся в Ереван. 
В 1987—1989 годах — балетмейстер Театра оперы и балета имени А. А. Спендиарова, также с 1989 года — главный консультант Ереванского хореографического училища.
В 1992 году работал в Канаде, поставил концертную программу для ансамбля «Ширак». В 1997 году при содействии Министерства культуры Армении создал в Ереване «Государственный театр хореографии». 
В 2002 году поставил в Ереванском театре оперы и балета спектакль «Святая Рипсимэ и Трдат», приуроченный к 1700-летию принятия христианства в Армении. Написал оригинальные либретто к спектаклям «Скрипичный концерт» (к 100-летию со дня рождения Арама Хачатуряна) и «Сказы о Нарекаци» (к 1000-летию со дня смерти Григора Нарекаци), премьера которых состоялась в Ереванском театре оперы и балета в конце 2003 года. 

## Репертуар
- Базиль, «Дон Кихот» Л. Минкуса
- Зигфрид, «Лебединое озеро» П. И. Чайковского
- Вацлав, «Бахчисарайский фонтан» Б. В. Асафьева
- Альберт, "Жизель" А.Адана
- Карен, «Гаянэ» А. И. Хачатуряна
- Рубен, «Севан» Г. Е. Егиазаряна
- царь Ландбид, «Хандут» А. А. Спендиарова
- Юноша, «Спартак» А. И. Хачатуряна
- Принц, «Золушка» С. С. Прокофьева

## Постановки
- 1965 - "За счастье" Р.Давтяна, Ереванский Академический театр оперы и балета А.Спендиарова
- 1968 - "Озеро грез" Г.Егиазаряна, Академический театр оперы и балета А.Спендиарова,
- 1969 - "Бессмертие" К.Орбеляна, Академический театр оперы и балета А.Спендиарова
- 1969 - "Антурни", Э.Оганесяна
- 1971 - "Гаяне" А.Хачатуряна (Гос.премия СССР), Воронежский Государственный театр оперы и балета
- 1972 - "Класс-концерт" на муз.русских композиторов, МАХУ
- 1973 - "Гаяне" А.Хачатуряна, Бурятский Государственный Академический театр оперы и балета
- 1974 - "Хореографические фантазии" на муз. Г.Ф.Генделя, И.С.Баха, В.А.Моцарта, К.дебюсси, Б,Бриттена, С.Прокофьева, МАХУ
- 1975 - "Посвящение" на муз. В.Овчинникова и В.Кикты, МАХУ
- 1977 — «Коппелия» Л. Делиба, МАХУ (совместно с А. И. Радунским и С. Н. Головкиной)
- 1978 - "Щелкунчик", П.И.Чайковского, Воронежский Государственный театр оперы и балета
- 1979 — «Тщетная предосторожность» П. Гертеля, МАХУ (совместно с А. И. Радунским и С. Н. Головкиной)
- 1984 - "Гаяне", А.Хачатуряна, Государственный Академический Большой театр
- 1988 - "Времена года" на муз. П.И.Чайковского, Ереванский детский музыкальный театр
- 1989 - "Стрекоза и муравей" С.Лусикяна, Ереванский детский музыкальный театр
- 1991 - "Диверстисмент" на сборную музыку, Ереванский детский музыкальный театр
- 1992 - "Штраусиана" на муз.И.Штрауса
- 1997 - "Этюды" Черни, Государственный театр хореографии
- 1998 - "Золушка" С.Прокофьева, Государственный театр хореографии
- 1999 - "День рождения Барби", Дивертисмент на сб.муз., Государственный театр хореографии
- 2002 — «Святая Рипсимэ и Трдат», Ереванский театр оперы и балета (к 1700-летию принятия христианства в Армении)
- 2003 - "Скрипичный концерт" на муз. А.Хачатуряна
- 2004 - "Времена года" А.Вивальди, Государственный театр хореографии

В период работы в Московском хореографическом училище поставил для сценической практики учеников и участия в балетных конкурсах множество концертных номеров и хореографических миниатюр.  

## Фильмография
- 1975 — «Посвящение», документальный фильм (35 мин., студия телефильмов «Ереван», автор сценария М. Меркель, режиссёр В. Захарян, оператор Л. Погосян).

## Награды и звания
- Заслуженный деятель искусств Армянской ССР (1960).
- Заслуженный артист Армянской ССР (26 апреля 1961).
- Народный артист РСФСР (26 декабря 1973).
- Медаль Мовсеса Хоренаци (31 марта 2001) — за значительные заслуги в области национальной культуры[1][2].
- Медаль «За заслуги перед Отечеством» 2 степени (17 сентября 2016) — по случаю 25-летия Независимости Республики Армения,     за большой вклад в области культуры[3].
- 3-я премия Всесоюзного конкурса балетмейстеров (Москва, 1967).